# Chanes (pueblo maya)
Chanes fue un pueblo maya primigenio en la península de Yucatán, descendiente de los Putunes o Mayas chontales y antecedente de los Itzáes. Se piensa que alrededor del año 320 un grupo de putunes de la zona chontal de Tabasco emigró hacia la región del Petén, Guatemala.  Posteriormente, comandados por su líder Holón Chan emigraron hacia el norte, adoptando el nombre de chanes, llegando al oriente de la Península de Yucatán, donde fundaron la ciudad de Sian Ka'an Bakhalal alrededor del año 435. 
Después de permanecer ahí poco más de 60 años, decidieron continuar su migración hacia el norte de la península, estableciéndose y fundando en el año 555 Chichen Itzá, donde adoptaron el nombre de Itzáes. Posteriormente debido a presiones políticas y económicas, abandonaron la ciudad desplazándose hacia el oriente y fundando otras grandes poblaciones como: Izamal, T'Hó (hoy Mérida), y Chakán Putum, donde permanecieron hasta el año 928.